# Gonzaga Chess Club
Gonzaga Chess Club – irlandzki klub szachowy z siedzibą w Dublinie, czterokrotny mistrz kraju.

## Historia
Klub szachowy przy Gonzaga College powstał w 1976 roku. W latach 2011–2013 i 2015 zespół zajął drugie miejsce w National Club Championship, natomiast w sezonach 2016–2019 zdobył mistrzostwo kraju. Klub kilkukrotnie uczestniczył w Pucharze Europy, debiutując w 2011 roku (55. miejsce po m.in. wygranych z Nidum Liberals i Le Cavalier Differdange). W 2013 roku zespół uzyskał 44. pozycję, a w latach 2015–2017 kolejno 45., 46. (m.in. zwycięstwa z wyżej notowanymi CE Monte-Carlo i White Rose Chess Club) i 31. Sezon 2019 zespół zakończył na 51. pozycji w europejskich rozgrywkach. W sezonach 2021–2024 Gonzaga Chess Club był sklasyfikowany odpowiednio na 21.., 59.., 73. i 60. miejscu.